# Eredivisie 2023/24 (mannenvoetbal)/Transfers zomer
Dit is een lijst van transfers uit de Nederlandse Eredivisie in de maanden juli en augustus van het jaar 2023, tijdens de zomerstop voorbereidend op het seizoen 2023/24. Hierin staan alleen transfers die clubs uit de Eredivisie hebben voltooid.
De transferperiode duurt van 1 juli 2023 tot en met 31 augustus. Deals mogen op elk moment van het jaar gesloten worden, maar de transfers zelf mogen pas in de transferperiodes plaatsvinden. Transfervrije spelers (spelers zonder club) mogen op elk moment van het jaar gestrikt worden.
| Speler                      | Nationaliteit         | Oude club                | Nieuwe club             | Extra                                                                      |
| --------------------------- | --------------------- | ------------------------ | ----------------------- | -------------------------------------------------------------------------- |
| Dirk Abels                  | Nederland             | Sparta Rotterdam         | Grasshoppers            | Transfervrij                                                               |
| Hicham Acheffay             | Nederland             | PEC Zwolle               | Geen club               | Ugeen                                                                      |
| Luuk Admiraal               | Nederland             | Excelsior                | Sparta Rotterdam        | Transfervrij, was verhuurd aan SV Spakenburg                               |
| Joost van Aken              | Nederland             | sc Heerenveen            | Geen club               | Ugeen                                                                      |
| Chuba Akpom                 | Engeland              | Middlesbrough            | Ajax                    | Circa € 12.300.000, -                                                      |
| Ilias Alhaft                | Nederland             | Almere City              | FC Noah                 | Transfervrij                                                               |
| Rami Al Hajj                | Zweden                | sc Heerenveen            | Odense BK               | Transfervrij                                                               |
| Edson Álvarez               | Mexico                | Ajax                     | West Ham United         | Circa € 38.000.000, -                                                      |
| Agustín Anello              | Verenigde Staten      | Lommel SK                | Sparta Rotterdam        | Ubekend                                                                    |
| Vurnon Anita                | Curaçao               | RKC Waalwijk             | Al-Orobah               | Transfervrij                                                               |
| Jeremy Antonisse            | Curaçao               | PSV                      | Moreirense              | Was verhuurd aan FC Emmen                                                  |
| Francesco Antonucci         | Italië                | Feyenoord                | Al-Shahania             | Transfervrij, was verhuurd aan FC Volendam                                 |
| Samuel Armenteros           | Zweden                | Heracles Almelo          | Al-Kholood              | Transfervrij                                                               |
| Adil Auassar                | Nederland             | Sparta Rotterdam         | Gestopt                 | Ugestopt                                                                   |
| Sebbe Augustijns            | België                | RKC Waalwijk             | Telstar                 | Transfervrij                                                               |
| Gastón Ávila                | Argentinië            | Antwerp                  | Ajax                    | Circa € 12.500.000, -                                                      |
| Maxime Awoudja              | Duitsland             | Excelsior                | Geen club               | Ugeen                                                                      |
| Yassin Ayoub                | Marokko               | Excelsior                | Geen club               | Ugeen                                                                      |
| Marouan Azarkan             | Nederland             | Feyenoord                | FC Utrecht              | Circa € 750.000, -, was verhuurd aan Excelsior                             |
| Ismail Azzaoui              | België                | Heracles Almelo          | Araz-Naxçıvan           | Transfervrij                                                               |
| Youri Baas                  | Nederland             | Ajax                     | N.E.C.                  | Verhuurd                                                                   |
| Mio Backhaus                | Duitsland             | Werder Bremen            | FC Volendam             | Verhuurd                                                                   |
| Nikolai Baden Frederiksen   | Denemarken            | Vitesse                  | Austria Lustenau        | Verhuurd, was verhuurd aan Ferencváros                                     |
| Thibo Baeten                | België                | Beerschot                | Go Ahead Eagles         | Circa € 400.000, -, was verhuurd aan N.E.C.                                |
| Saïd Bakari                 | Nederland             | RKC Waalwijk             | Sparta Rotterdam        | Transfervrij                                                               |
| Mees Bakker                 | Nederland             | AZ                       | De Graafschap           | Transfervrij, was al verhuurd                                              |
| Andri Baldursson            | IJsland               | Bologna                  | IF Elfsborg             | Verhuurd, was verhuurd aan N.E.C.                                          |
| Remco Balk                  | Nederland             | FC Utrecht               | SC Cambuur              | Was al verhuurd                                                            |
| Naoufal Bannis              | Marokko               | Feyenoord                | Al-Markhiya             | Was verhuurd aan FC Eindhoven                                              |
| Yusuf Barası                | Turkije               | AZ                       | Adana Demirspor         | Ubekend                                                                    |
| Vasilios Barkas             | Griekenland           | Celtic                   | FC Utrecht              | Transfervrij, was al verhuurd                                              |
| Calvin Bassey               | Nigeria               | Ajax                     | Fulham                  | Circa € 22.500.000, -                                                      |
| Timo Baumgartl              | Duitsland             | PSV                      | Schalke 04              | Transfervrij, was verhuurd aan Union Berlin                                |
| Thomas Beelen               | Nederland             | PEC Zwolle               | Feyenoord               | Circa € 2.700.000, -                                                       |
| Mike van Beijnen            | Nederland             | Fortuna Sittard          | Geen club               | Vertrok tijdelijk naar FC Emmen                                            |
| Iliass Bel Hassani          | Marokko               | RKC Waalwijk             | Al-Jabalain             | Transfervrij                                                               |
| Mouhamed Belkheir           | Algerije              | UD Vilafranquense        | Fortuna Sittard         | Transfervrij                                                               |
| Armel Bella-Kotchap         | Duitsland             | Southampton              | PSV                     | Verhuurd                                                                   |
| Thomas van den Belt         | Nederland             | PEC Zwolle               | Feyenoord               | Circa € 850.000, -                                                         |
| Mimeirhel Benita            | Nederland             | Feyenoord                | Excelsior               | Verhuurd                                                                   |
| Martijn Berden              | Nederland             | Go Ahead Eagles          | VVV-Venlo               | Was al verhuurd                                                            |
| Rav van den Berg            | Nederland             | PEC Zwolle               | Middlesbrough           | Ubekend                                                                    |
| Mitchell van Bergen         | Nederland             | Stade de Reims           | FC Twente               | Ubekend                                                                    |
| Matúš Bero                  | Slowakije             | Vitesse                  | VfL Bochum              | Transfervrij                                                               |
| Vicente Besuijen            | Nederland             | Excelsior                | Aberdeen                | Was verhuurd                                                               |
| Sam Beukema                 | Nederland             | AZ                       | Bologna                 | Circa € 7.000.000, -                                                       |
| Daniël Beukers              | Nederland             | AZ                       | FC Groningen            | Transfervrij                                                               |
| Bartosz Białek              | Polen                 | VfL Wolfsburg            | KAS Eupen               | Verhuurd, was verhuurd aan Vitesse                                         |
| Mika Biereth                | Denemarken            | Arsenal                  | Motherwell              | Verhuurd, was verhuurd aan RKC Waalwijk                                    |
| Kristijan Bistrović         | Kroatië               | Fortuna Sittard          | CSKA Moskou             | Was verhuurd                                                               |
| Adrian Blake                | Engeland              | Watford                  | FC Utrecht              | Transfervrij                                                               |
| Jordi Blom                  | Nederland             | FC Volendam              | Quick Boys              | Transfervrij                                                               |
| Koen Blommestijn            | Nederland             | Telstar                  | FC Volendam             | Was verhuurd                                                               |
| Melayro Bogarde             | Nederland             | PEC Zwolle               | 1899 Hoffenheim         | Was verhuurd                                                               |
| Branco van den Boomen       | Nederland             | Toulouse                 | Ajax                    | Transfervrij                                                               |
| Ruben van Bommel            | Nederland             | MVV Maastricht           | AZ                      | Ubekend                                                                    |
| Carlos Borges               | Portugal              | Manchester City          | Ajax                    | Circa € 14.000.000, -                                                      |
| Amine Boutrah               | Frankrijk             | US Concarneau            | Vitesse                 | Transfervrij                                                               |
| Can Bozdoğan                | Duitsland             | Schalke 04               | FC Utrecht              | Circa € 1.000.000, -, was al verhuurd                                      |
| Róbert Boženík              | Slowakije             | Feyenoord                | Boavista                | Circa € 2.500.000, -, was al verhuurd                                      |
| Wout Brama                  | Nederland             | FC Twente                | Gestopt                 | Ugestopt                                                                   |
| Mattijs Branderhorst        | Nederland             | N.E.C.                   | FC Utrecht              | Transfervrij                                                               |
| Jarrad Branthwaite          | Engeland              | PSV                      | Everton                 | Was verhuurd                                                               |
| Jakob Breum                 | Denemarken            | Odense BK                | Go Ahead Eagles         | Circa € 270.000, -                                                         |
| Ilias Bronkhorst            | Nederland             | N.E.C.                   | FC Dordrecht            | Transfervrij                                                               |
| Patrick Brouwer             | Nederland             | Sparta Rotterdam         | FC Emmen                | Verhuurd                                                                   |
| Luuk Brouwers               | Nederland             | FC Utrecht               | sc Heerenveen           | Verhuurd                                                                   |
| Jordy Bruijn                | Nederland             | N.E.C.                   | Safa SC                 | Transfervrij                                                               |
| Jeffrey Bruma               | Nederland             | sc Heerenveen            | RKC Waalwijk            | Transfervrij                                                               |
| Charles-Andreas Brym        | Canada                | FC Eindhoven             | Sparta Rotterdam        | Was verhuurd                                                               |
| Koen Bucker                 | België                | Heracles Almelo          | Roda JC Kerkrade        | Ubekend                                                                    |
| Thomas Buitink              | Nederland             | Fortuna Sittard          | Vitesse                 | Was verhuurd                                                               |
| Ezequiel Bullaude           | Argentinië            | Feyenoord                | Boca Juniors            | Verhuurd                                                                   |
| Ethan Butera                | België                | Anderlecht               | Ajax                    | Circa € 1.500.000, -                                                       |
| Zico Buurmeester            | Nederland             | AZ                       | PEC Zwolle              | Verhuurd                                                                   |
| Jenno Campagne              | Nederland             | Geen club                | PEC Zwolle              | Transfervrij                                                               |
| Gianmarco Cangiano          | Italië                | Bologna                  | Pescara                 | Verhuurd, was verhuurd aan Fortuna Sittard                                 |
| Gabi Caschili               | Nederland             | PEC Zwolle               | SC Cambuur              | Ubekend                                                                    |
| Yoann Cathline              | Frankrijk             | FC Lorient               | Almere City             | Verhuurd                                                                   |
| Václav Černý                | Tsjechië              | FC Twente                | VfL Wolfsburg           | Circa € 8.000.000, -                                                       |
| Michael Chacón              | Nederland             | Excelsior                | Helmond Sport           | Transfervrij, was al verhuurd                                              |
| Daijiro Chirino             | Nederland             | PEC Zwolle               | CD Castellón            | Ubekend                                                                    |
| Rigino Cicilia              | Curaçao               | Heracles Almelo          | 1. FC Slovácko          | Transfervrij                                                               |
| Ibrahim Cissoko             | Nederland             | N.E.C.                   | Toulouse                | Circa € 3.000.000, -                                                       |
| Pelle Clement               | Nederland             | RKC Waalwijk             | Sparta Rotterdam        | Transfervrij                                                               |
| Denilho Cleonise            | Nederland             | FC Twente                | RKC Waalwijk            | Transfervrij                                                               |
| Antoine Colassin            | België                | sc Heerenveen            | Anderlecht              | Was verhuurd                                                               |
| Simon Colyn                 | Canada                | PSV                      | De Graafschap           | Ubekend                                                                    |
| Livano Comenencia           | Nederland             | PSV                      | Juventus                | Circa € 3.000.000, -                                                       |
| Francisco Conceição         | Portugal              | Ajax                     | FC Porto                | Verhuurd                                                                   |
| Christian Conteh            | Duitsland             | Feyenoord                | VfL Osnabrück           | Transfervrij, was verhuurd aan Dynamo Dresden                              |
| Tim Coremans                | Nederland             | Sparta Rotterdam         | Geen club               | Ugeen                                                                      |
| George Cox                  | Engeland              | Fortuna Sittard          | FC Volendam             | Transfervrij                                                               |
| Vito van Crooij             | Nederland             | Sparta Rotterdam         | Al-Wahda                | Ubekend                                                                    |
| Lennart Czyborra            | Duitsland             | Genoa                    | PEC Zwolle              | Verhuurd                                                                   |
| Danilo                      | Brazilië              | Feyenoord                | Rangers                 | Circa € 6.300.000, -                                                       |
| Tiago Dantas                | Portugal              | Benfica                  | AZ                      | Verhuurd, was verhuurd aan PAOK Saloniki                                   |
| Mohamed Daramy              | Denemarken            | Ajax                     | Stade de Reims          | Circa € 12.000.000, -, was verhuurd aan FC Kopenhagen                      |
| Florent Da Silva            | Frankrijk             | Olympique Lyon           | RWDM                    | Verhuurd, was verhuurd aan FC Volendam                                     |
| Brian De Keersmaecker       | België                | FC Eindhoven             | Heracles Almelo         | Transfervrij                                                               |
| Anthony Descotte            | België                | Charleroi                | FC Utrecht              | Verhuurd, was al verhuurd                                                  |
| Sergiño Dest                | Verenigde Staten      | FC Barcelona             | PSV                     | Verhuurd, was verhuurd aan AC Milan                                        |
| Héritier Deyonge            | België                | Heracles Almelo          | Geen club               | Ugeen                                                                      |
| Mathias De Wolf             | België                | N.E.C.                   | OH Leuven               | Transfervrij                                                               |
| Mark Diemers                | Nederland             | Feyenoord                | AEK Larnaca             | Transfervrij, was verhuurd aan FC Emmen                                    |
| Mitchell Dijks              | Nederland             | Vitesse                  | Fortuna Sittard         | Transfervrij                                                               |
| Landry Dimata               | België                | Espanyol                 | Samsunspor              | Circa € 1.500.000, -, was verhuurd aan N.E.C.                              |
| Bas Dost                    | Nederland             | FC Utrecht               | N.E.C.                  | Transfervrij                                                               |
| Mohammed Amin Doudah        | België                | PSV                      | KV Mechelen             | Transfervrij, direct verhuurd aan Helmond Sport                            |
| Anastasios Douvikas         | Griekenland           | FC Utrecht               | Celta de Vigo           | Circa € 12.000.000, -                                                      |
| Ferdy Druijf                | Nederland             | Rapid Wien               | PEC Zwolle              | Verhuurd                                                                   |
| Jelle Duin                  | Nederland             | AZ                       | Hapoel Jeruzalem        | Was verhuurd aan Aarhus GF                                                 |
| Victor Edvardsen            | Zweden                | Djurgårdens IF           | Go Ahead Eagles         | Circa € 850.000, -                                                         |
| Joshua Eijgenraam           | Nederland             | Excelsior                | TOP Oss                 | Verhuurd                                                                   |
| Carel Eiting                | Nederland             | FC Volendam              | FC Twente               | Circa € 1.000.000, -                                                       |
| Anouar El Azzouzi           | Marokko               | FC Dordrecht             | PEC Zwolle              | Ubekend                                                                    |
| Anwar El Ghazi              | Nederland             | PSV                      | Geen club               | Ugeen                                                                      |
| Souffian El Karouani        | Marokko               | N.E.C.                   | FC Utrecht              | Transfervrij                                                               |
| Úmaro Embaló                | Portugal              | Fortuna Sittard          | FC Cartagena            | Verhuurd                                                                   |
| Mario Engels                | Duitsland             | Tokyo Verdy              | Heracles Almelo         | Transfervrij                                                               |
| Doğan Erdoğan               | Turkije               | Fortuna Sittard          | Göztepe                 | Transfervrij                                                               |
| Agil Etemadi                | Iran                  | Almere City              | Gestopt                 | Ugestopt                                                                   |
| Luca Everink                | Nederland             | TOP Oss                  | Go Ahead Eagles         | Transfervrij                                                               |
| Milan van Ewijk             | Nederland             | sc Heerenveen            | Coventry City           | Circa € 4.000.000, -                                                       |
| Kian Fitz-Jim               | Nederland             | Ajax                     | Excelsior               | Verhuurd                                                                   |
| Ryan Flamingo               | Nederland             | Sassuolo                 | Vitesse                 | Verhuurd, was verhuurd aan Vitesse                                         |
| Sherel Floranus             | Nederland             | Antalyaspor              | Almere City             | Transfervrij                                                               |
| Fodé Fofana                 | Nederland             | PSV                      | Vitesse                 | Verhuurd                                                                   |
| Sadik Fofana                | Duitsland             | Bayer Leverkusen         | Fortuna Sittard         | Verhuurd, was verhuurd aan 1. FC Nürnberg                                  |
| José Fontán                 | Spanje                | Celta de Vigo            | FC Cartagena            | Verhuurd, was verhuurd aan Go Ahead Eagles                                 |
| Oscar Fraulo                | Denemarken            | Borussia Mönchengladbach | FC Utrecht              | Verhuurd                                                                   |
| Anton Gaaei                 | Denemarken            | Viborg FF                | Ajax                    | Circa € 4.500.000, -                                                       |
| Håkon Gangstad              | Noorwegen             | PEC Zwolle               | Ranheim                 | Ubekend                                                                    |
| Anselmo García Mac Nulty    | Ierland               | VfL Wolfsburg            | PEC Zwolle              | Was verhuurd aan NAC Breda                                                 |
| Guus Gertsen                | Nederland             | N.E.C.                   | TOP Oss                 | Verhuurd                                                                   |
| Tristan van Gilst           | Nederland             | PEC Zwolle               | De Graafschap           | Transfervrij                                                               |
| Paul Gladon                 | Nederland             | Fortuna Sittard          | FC Noah                 | Ubekend                                                                    |
| Rober González              | Spanje                | Real Betis               | N.E.C.                  | Verhuurd                                                                   |
| Jay Gorter                  | Nederland             | Aberdeen                 | Ajax                    | Was verhuurd                                                               |
| Kenzo Goudmijn              | Nederland             | Excelsior                | AZ                      | Was verhuurd                                                               |
| Iman Griffith               | Nederland             | AZ                       | Fortuna Sittard         | Verhuurd                                                                   |
| Florian Grillitsch          | Oostenrijk            | Ajax                     | 1899 Hoffenheim         | Transfervrij                                                               |
| Niciano Grootfaam           | Nederland             | Almere City              | Geen club               | Ugeen                                                                      |
| Érick Gutiérrez             | Mexico                | PSV                      | Chivas Guadalajara      | Circa € 5.500.000, -                                                       |
| Tomáš Hájek                 | Tsjechië              | Vitesse                  | Panserraikos            | Transfervrij                                                               |
| Alen Halilović              | Kroatië               | Geen club                | Fortuna Sittard         | Transfervrij                                                               |
| Tibor Halilović             | Kroatië               | sc Heerenveen            | Dinamo Zagreb           | Ubekend                                                                    |
| Denzel Hall                 | Nederland             | Feyenoord                | sc Heerenveen           | Was verhuurd aan ADO Den Haag                                              |
| Saïd Hamulić                | Bosnië en Herzegovina | Toulouse                 | Vitesse                 | Verhuurd                                                                   |
| Sontje Hansen               | Nederland             | Ajax                     | N.E.C.                  | Transfervrij                                                               |
| Björn Hardley               | Nederland             | Manchester United        | FC Utrecht              | Transfervrij                                                               |
| Mickey van der Hart         | Nederland             | FC Emmen                 | sc Heerenveen           | Transfervrij                                                               |
| Lennard Hartjes             | Nederland             | Feyenoord                | Excelsior               | Verhuurd, was verhuurd aan Roda JC Kerkrade                                |
| Pantelis Hatzidiakos        | Griekenland           | AZ                       | Cagliari                | Circa € 2.000.000, -                                                       |
| Thorgan Hazard              | België                | Borussia Dortmund        | Anderlecht              | Circa € 3.500.000, -, was verhuurd aan PSV                                 |
| Ramon Hendriks              | Nederland             | Feyenoord                | Vitesse                 | Verhuurd, was verhuurd aan FC Utrecht                                      |
| Jeredy Hilterman            | Suriname              | Almere City              | Willem II               | Verhuurd                                                                   |
| Bart van Hintum             | Nederland             | PEC Zwolle               | ADO Den Haag            | Ubekend                                                                    |
| Mees Hoedemakers            | Nederland             | SC Cambuur               | N.E.C.                  | Transfervrij                                                               |
| Jan Hoekstra                | Nederland             | FC Groningen             | FC Emmen                | Transfervrij, was verhuurd aan PEC Zwolle                                  |
| Bradly van Hoeven           | Nederland             | TOP Oss                  | Almere City             | Was verhuurd                                                               |
| Sydney van Hooijdonk        | Nederland             | sc Heerenveen            | Bologna                 | Was verhuurd                                                               |
| Jizz Hornkamp               | Nederland             | Willem II                | Heracles Almelo         | Ubekend                                                                    |
| Jeroen Houwen               | Nederland             | Vitesse                  | RKC Waalwijk            | Transfervrij                                                               |
| Daan Huisman                | Nederland             | Vitesse                  | FK Haugesund            | Verhuurd, was verhuurd aan VVV-Venlo                                       |
| Melih İbrahimoğlu           | Turkije               | Admira Wacker            | Heracles Almelo         | Was verhuurd                                                               |
| Oussama Idrissi             | Marokko               | Sevilla                  | CF Pachuca              | Transfervrij, was verhuurd aan Feyenoord                                   |
| Jay Idzes                   | Nederland             | Go Ahead Eagles          | Venezia                 | Transfervrij                                                               |
| Yuya Ikeshita               | Nederland             | FC Utrecht               | FC Den Bosch            | Transfervrij                                                               |
| Zidane Iqbal                | Irak                  | Manchester United        | FC Utrecht              | Circa € 1.000.000, -                                                       |
| Luka Ivanušec               | Kroatië               | Dinamo Zagreb            | Feyenoord               | Circa € 8.500.000, -                                                       |
| Dean James                  | Nederland             | FC Volendam              | Go Ahead Eagles         | Transfervrij                                                               |
| Thijs Jansen                | Nederland             | Feyenoord                | De Graafschap           | Verhuurd, was verhuurd aan TOP Oss                                         |
| Roel Janssen                | Nederland             | Fortuna Sittard          | VVV-Venlo               | Transfervrij                                                               |
| Peter Vindahl Jensen        | Denemarken            | AZ                       | Sparta Praag            | Verhuurd, was verhuurd aan 1. FC Nürnberg                                  |
| Fedde de Jong               | Nederland             | AZ                       | SC Cambuur              | Transfervrij                                                               |
| Florian Jozefzoon           | Nederland             | RKC Waalwijk             | Bandırmaspor            | Transfervrij                                                               |
| Rami Kaib                   | Zweden                | sc Heerenveen            | Djurgårdens IF          | Ubekend                                                                    |
| Jimmy Kaparos               | Nederland             | PEC Zwolle               | Schalke 04              | Transfervrij                                                               |
| Dermane Karim               | Turkije               | Feyenoord                | Lommel SK               | Circa € 1.600.000, -                                                       |
| Jesper Karlsson             | Zweden                | AZ                       | Bologna                 | Circa € 11.000.000, -                                                      |
| Neraysho Kasanwirjo         | Nederland             | Feyenoord                | Rapid Wien              | Verhuurd                                                                   |
| Denso Kasius                | Nederland             | Bologna                  | AZ                      | Circa € 3.000.000, -, was verhuurd aan Rapid Wien                          |
| Gervane Kastaneer           | Curaçao               | PEC Zwolle               | CD Castellón            | Transfervrij                                                               |
| Fabian de Keijzer           | Nederland             | FC Utrecht               | Heracles Almelo         | Ubekend                                                                    |
| Milos Kerkez                | Hongarije             | AZ                       | Bournemouth             | Circa € 17.800.000, -                                                      |
| Reda Kharchouch             | Marokko               | Excelsior                | Al-Bukiryah             | Ubekend                                                                    |
| Yann Kitala                 | Frankrijk             | Le Havre                 | Almere City             | Verhuurd                                                                   |
| Davy Klaassen               | Nederland             | Ajax                     | Internazionale          | Transfervrij                                                               |
| Sean Klaiber                | Nederland             | FC Utrecht               | Brøndby IF              | Circa € 1.000.000, -                                                       |
| Ruben Kluivert              | Nederland             | FC Utrecht               | FC Dordrecht            | Transfervrij                                                               |
| Orkun Kökçü                 | Turkije               | Feyenoord                | Benfica                 | Circa € 25.000.000, -                                                      |
| Luuk Koopmans               | Nederland             | ADO Den Haag             | Fortuna Sittard         | Transfervrij                                                               |
| Peer Koopmeiners            | Nederland             | AZ                       | Almere City             | Verhuurd, was verhuurd aan Excelsior                                       |
| Kacper Kozłowski            | Polen                 | Brighton & Hove Albion   | Vitesse                 | Verhuurd, was al verhuurd                                                  |
| Joris Kramer                | Nederland             | N.E.C.                   | Go Ahead Eagles         | Circa € 250.000, -                                                         |
| Mohammed Kudus              | Ghana                 | Ajax                     | West Ham United         | Circa € 43.000.000, -                                                      |
| Roy Kuijpers                | Nederland             | RKC Waalwijk             | NAC Breda               | Ubekend                                                                    |
| Garang Kuol                 | Australië             | Newcastle United         | FC Volendam             | Verhuurd, was verhuurd aan Heart of Midlothian                             |
| Djevencio van der Kust      | Suriname              | FC Utrecht               | Sparta Rotterdam        | Ubekend                                                                    |
| Thomas Lam                  | Finland               | Melbourne City           | PEC Zwolle              | Transfervrij                                                               |
| Kostas Lamprou              | Griekenland           | Willem II                | Feyenoord               | Transfervrij                                                               |
| Chardi Landu                | Nederland             | PEC Zwolle               | FC Emmen                | Transfervrij                                                               |
| Noa Lang                    | Nederland             | Club Brugge              | PSV                     | Circa € 12.500.000, -                                                      |
| Lars Olden Larsen           | Noorwegen             | Nizjni Novgorod          | N.E.C.                  | Circa € 350.000, -, was verhuurd aan BK Häcken                             |
| Marko Lazetić               | Servië                | AC Milan                 | Fortuna Sittard         | Verhuurd, was verhuurd aan Rheindorf Altach                                |
| Luke Le Roux                | Zuid-Afrika           | Varbergs BoIS            | FC Volendam             | Ubekend                                                                    |
| Mateo Leš                   | Kroatië               | Heracles Almelo          | HNK Gorica              | Transfervrij                                                               |
| Fedde Leysen                | België                | PSV                      | Union Sint-Gillis       | Transfervrij                                                               |
| Isac Lidberg                | Zweden                | Go Ahead Eagles          | FC Utrecht              | Circa € 600.000, -                                                         |
| Anthony Limbombe            | België                | Almere City              | SK Beveren              | Ubekend                                                                    |
| Bryan Limbombe              | België                | Roda JC Kerkrade         | Heracles Almelo         | Ubekend                                                                    |
| Farouq Limouri              | Marokko               | Sparta Rotterdam         | FC Eindhoven            | Transfervrij                                                               |
| Ondřej Lingr                | Tsjechië              | Slavia Praag             | Feyenoord               | Verhuurd                                                                   |
| Julen Lobete                | Spanje                | Celta de Vigo            | FC Andorra              | Verhuurd, was verhuurd aan RKC Waalwijk                                    |
| Jason Lokilo                | België                | Sparta Rotterdam         | Hull City               | Transfervrij, was verhuurd aan Istanbulspor                                |
| Hirving Lozano              | Mexico                | Napoli                   | PSV                     | Circa € 15.000.000, -                                                      |
| Lorenzo Lucca               | Italië                | Pisa                     | Udinese                 | Verhuurd, was verhuurd aan Ajax                                            |
| Daan Maas                   | Nederland             | TOP Oss                  | N.E.C.                  | Was verhuurd                                                               |
| Naoki Maeda                 | Japan                 | FC Utrecht               | Nagoya Grampus          | Was verhuurd                                                               |
| Mimoun Mahi                 | Marokko               | FC Utrecht               | De Graafschap           | Transfervrij, was verhuurd aan SC Cambuur                                  |
| Mohamed Mallahi             | Nederland             | FC Utrecht               | Helmond Sport           | Ubekend                                                                    |
| Leon Maloney                | Engeland              | FC Volendam              | Totton                  | Transfervrij                                                               |
| Christopher Mamengi         | Nederland             | FC Utrecht               | Almere City             | Ubekend                                                                    |
| Sivert Mannsverk            | Noorwegen             | Molde FK                 | Ajax                    | Circa € 6.000.000, -                                                       |
| Ofir Marciano               | Israël                | Feyenoord                | Hapoel Beër Sjeva       | Transfervrij                                                               |
| Richonell Margaret          | Nederland             | TOP Oss                  | RKC Waalwijk            | Transfervrij                                                               |
| Jahnoah Markelo             | Nederland             | Go Ahead Eagles          | NK Kustošija            | Ubekend                                                                    |
| Nathan Markelo              | Nederland             | Excelsior                | Fortuna Sittard         | Transfervrij                                                               |
| Robin Maulun                | Frankrijk             | SC Cambuur               | FC Volendam             | Transfervrij                                                               |
| Pedro Marques               | Portugal              | N.E.C.                   | Apollon Limassol        | Verhuurd                                                                   |
| Iván Márquez                | Spanje                | N.E.C.                   | 1. FC Nürnberg          | Transfervrij                                                               |
| Philipp Max                 | Duitsland             | PSV                      | Eintracht Frankfurt     | Circa € 1.900.000, -, was al verhuurd                                      |
| Loïc Mbe Soh                | Frankrijk             | Nottingham Forest        | Almere City             | Verhuurd, was verhuurd aan EA Guingamp                                     |
| Jakov Medić                 | Kroatië               | FC St. Pauli             | Ajax                    | Circa € 3.000.000, -                                                       |
| Haris Međunjanin            | Bosnië en Herzegovina | PEC Zwolle               | Gestopt                 | Ugestopt                                                                   |
| Stijn Meijer                | Nederland             | PEC Zwolle               | Geen club               | Was verhuurd aan SC Verl                                                   |
| Aaron Meijers               | Nederland             | Sparta Rotterdam         | RKC Waalwijk            | Transfervrij                                                               |
| Raz Meir                    | Israël                | Maccabi Haifa            | RKC Waalwijk            | Ubekend                                                                    |
| Elias Hoff Melkersen        | Noorwegen             | Hibernian                | Strømsgodset            | Verhuurd, was verhuurd aan Sparta Rotterdam                                |
| Metinho                     | Brazilië              | Troyes AC                | Sparta Rotterdam        | Verhuurd, was verhuurd aan Lommel SK                                       |
| Daryl van Mieghem           | Nederland             | FC Volendam              | ADO Den Haag            | Ubekend                                                                    |
| Georges Mikautadze          | Georgië               | FC Metz                  | Ajax                    | Circa € 16.000.000, -                                                      |
| Yankuba Minteh              | Gambia                | Newcastle United         | Feyenoord               | Verhuurd                                                                   |
| Virgil Misidjan             | Nederland             | FC Twente                | Al-Tai                  | Transfervrij                                                               |
| Xavier Mous                 | Nederland             | sc Heerenveen            | Geen club               | Ugeen                                                                      |
| Tomislav Mrkonjić           | Kroatië               | PEC Zwolle               | Geen club               | Ugeen                                                                      |
| Hans Mulder                 | Nederland             | RKC Waalwijk             | VV Unicum               | Transfervrij                                                               |
| Jeremy van Mullem           | Nederland             | Sparta Rotterdam         | SC Cambuur              | Ubekend                                                                    |
| Derry John Murkin           | Engeland              | FC Volendam              | Schalke 04              | Ubekend                                                                    |
| Anthony Musaba              | Nederland             | AS Monaco                | Sheffield Wednesday     | Was verhuurd aan N.E.C.                                                    |
| Richie Musaba               | Nederland             | Fortuna Sittard          | Geen club               | Ugeen                                                                      |
| Phillipp Mwene              | Oostenrijk            | PSV                      | Mainz 05                | Circa € 1.000.000, -                                                       |
| Younes Namli                | Denemarken            | Sparta Rotterdam         | PEC Zwolle              | Transfervrij                                                               |
| Abdenego Nankishi           | Duitsland             | Werder Bremen            | Heracles Almelo         | Verhuurd, was al verhuurd                                                  |
| Ximo Navarro                | Spanje                | Fortuna Sittard          | Deportivo La Coruña     | Transfervrij                                                               |
| Camiel Neghli               | Algerije              | De Graafschap            | Sparta Rotterdam        | Circa € 500.000, -                                                         |
| Ion Nicolaescu              | Moldavië              | Beitar Jeruzalem         | sc Heerenveen           | Circa € 1.200.000, -                                                       |
| Bryant Nieling              | Nederland             | Fortuna Sittard          | MVV Maastricht          | Verhuurd                                                                   |
| Reuven Niemeijer            | Nederland             | Brescia                  | RKC Waalwijk            | Transfervrij                                                               |
| Bart Nieuwkoop              | Nederland             | Union Sint-Gillis        | Feyenoord               | Circa € 2.000.000, -                                                       |
| Lars Nieuwpoort             | Nederland             | RKC Waalwijk             | Karmiotissa             | Transfervrij                                                               |
| Thijmen Nijhuis             | Nederland             | FC Utrecht               | Geen club               | Ugeen                                                                      |
| Hugo Novoa                  | Spanje                | RB Leipzig               | FC Utrecht              | Verhuurd, was verhuurd aan FC Basel                                        |
| Bram Nuytinck               | Nederland             | Sampdoria                | N.E.C.                  | Transfervrij                                                               |
| Koki Ogawa                  | Japan                 | Yokohama                 | N.E.C.                  | Verhuurd                                                                   |
| Richie Omorowa              | Zweden                | IF Brommapojkarna        | Excelsior               | Ubekend                                                                    |
| Fredrik Oppegård            | Noorwegen             | Go Ahead Eagles          | PSV                     | Was verhuurd                                                               |
| Ragnar Oratmangoen          | Nederland             | FC Groningen             | Fortuna Sittard         | Verhuurd                                                                   |
| Gaetano Oristanio           | Italië                | Internazionale           | Cagliari                | Verhuurd, was verhuurd aan FC Volendam                                     |
| Yanick van Osch             | Nederland             | Fortuna Sittard          | SC Cambuur              | Transfervrij                                                               |
| Korede Osundina             | Verenigde Staten      | Orange County            | Feyenoord               | Circa € 200.000, -                                                         |
| Mohamed Oukhattou           | Nederland             | HV & CV Quick            | PEC Zwolle              | Transfervrij                                                               |
| Walid Ould-Chikh            | Nederland             | FC Volendam              | Roda JC Kerkrade        | Verhuurd                                                                   |
| Ivor Pandur                 | Kroatië               | Hellas Verona            | Fortuna Sittard         | Was al verhuurd                                                            |
| Troy Parrott                | Ierland               | Tottenham Hotspur        | Excelsior               | Verhuurd, was verhuurd aan Preston North End                               |
| Vasilios Pavlidis           | Griekenland           | TOP Oss                  | AZ                      | Was verhuurd                                                               |
| Marcus Pedersen             | Noorwegen             | Feyenoord                | Sassuolo                | Verhuurd                                                                   |
| Alexandre Penetra           | Portugal              | FC Famalicão             | AZ                      | Circa € 5.000.000, -                                                       |
| Ricardo Pepi                | Verenigde Staten      | FC Augsburg              | PSV                     | Circa € 10.000.000, -, was verhuurd aan FC Groningen                       |
| Brayann Pereira             | Frankrijk             | AJ Auxerre               | N.E.C.                  | Verhuurd, was verhuurd aan Bourg-en-Bresse                                 |
| Joel Castro Pereira         | Portugal              | RKC Waalwijk             | Reading                 | Transfervrij                                                               |
| Kik Pierie                  | Nederland             | Ajax                     | Excelsior               | Was al verhuurd                                                            |
| Mica Pinto                  | Luxemburg             | Sparta Rotterdam         | Vitesse                 | Transfervrij                                                               |
| Julio Pleguezuelo           | Spanje                | FC Twente                | Plymouth Argyle         | Transfervrij                                                               |
| Luca Plogmann               | Duitsland             | Go Ahead Eagles          | FC Dordrecht            | Verhuurd                                                                   |
| Thomas Poll                 | Nederland             | Almere City              | SC Cambuur              | Verhuurd                                                                   |
| Robin Polley                | Ghana                 | Heracles Almelo          | Telstar                 | Transfervrij                                                               |
| Stipe Radić                 | Kroatië               | Fortuna Sittard          | Zrinjski Mostar         | Ubekend                                                                    |
| Diant Ramaj                 | Duitsland             | Eintracht Frankfurt      | Ajax                    | Circa € 8.000.000, -                                                       |
| Christian Rasmussen         | Denemarken            | Ajax                     | FC Nordsjælland         | Verhuurd                                                                   |
| Jacob Rasmussen             | Denemarken            | Fiorentina               | Brøndby IF              | Circa € 3.000.000, -, was verhuurd aan Feyenoord                           |
| Tim Receveur                | Nederland             | Almere City              | FC Dordrecht            | Transfervrij, was al verhuurd                                              |
| Youri Regeer                | Nederland             | Ajax                     | FC Twente               | Circa € 900.000, -                                                         |
| Eliano Reijnders            | Nederland             | FC Utrecht               | PEC Zwolle              | Was verhuurd                                                               |
| Tijjani Reijnders           | Nederland             | AZ                       | AC Milan                | Circa € 19.000.000, -                                                      |
| Kaylen Reitmaier            | Duitsland             | Fortuna Düsseldorf       | Sparta Rotterdam        | Transfervrij                                                               |
| Daan Reiziger               | Nederland             | Vitesse                  | SC Cambuur              | Ubekend                                                                    |
| Marco Rente                 | Duitsland             | Heracles Almelo          | FC Groningen            | Ubekend                                                                    |
| Milan Robberechts           | België                | KV Mechelen              | Fortuna Sittard         | Ubekend                                                                    |
| Milan Robinet               | Frankrijk             | KV Oostende              | Almere City             | Ubekend                                                                    |
| Godfried Roemeratoe         | Nederland             | Hapoel Tel Aviv          | RKC Waalwijk            | Transfervrij                                                               |
| Joey Roggeveen              | Nederland             | Ajax                     | FC Den Bosch            | Transfervrij                                                               |
| Ole Romeny                  | Nederland             | FC Emmen                 | FC Utrecht              | Transfervrij                                                               |
| Maximiliano Romero          | Argentinië            | PSV                      | Racing Club             | Verhuurd, was al verhuurd                                                  |
| Eloy Room                   | Curaçao               | Columbus Crew            | Vitesse                 | Transfervrij                                                               |
| Sergi Rosanas               | Spanje                | FC Barcelona             | Sparta Rotterdam        | Transfervrij                                                               |
| Loreintz Rosier             | Frankrijk             | Estoril                  | Fortuna Sittard         | Transfervrij                                                               |
| Mathias Ross                | Denemarken            | Galatasaray              | N.E.C.                  | Verhuurd                                                                   |
| Ibrahim Sadiq               | Ghana                 | BK Häcken                | AZ                      | Circa € 4.000.000, -                                                       |
| Modibo Sagnan               | Frankrijk             | Real Sociedad            | FC Utrecht              | Circa € 1.000.000, -, was al verhuurd                                      |
| Samuel Sahin-Radlinger      | Oostenrijk            | Austria Wien             | Almere City             | Verhuurd                                                                   |
| Koki Saito                  | Japan                 | Lommel SK                | Sparta Rotterdam        | Verhuurd, was al verhuurd                                                  |
| Anass Salah-Eddine          | Nederland             | FC Twente                | Ajax                    | Was verhuurd                                                               |
| Shurandy Sambo              | Nederland             | Sparta Rotterdam         | PSV                     | Was verhuurd                                                               |
| Derensili Sanches Fernandes | Nederland             | FC Utrecht               | Excelsior               | Transfervrij                                                               |
| Jorge Sánchez               | Mexico                | Ajax                     | FC Porto                | Verhuurd                                                                   |
| Cisse Sandra                | België                | Club Brugge              | Excelsior               | Verhuurd                                                                   |
| Ibrahim Sangaré             | Ivoorkust             | PSV                      | Nottingham Forest       | Circa € 35.000.000, -                                                      |
| Mohamed Sankoh              | Nederland             | VfB Stuttgart            | Heracles Almelo         | Verhuurd, was verhuurd aan Vitesse                                         |
| Terry Lartey Sanniez        | Nederland             | N.E.C.                   | Geen club               | Ugeen                                                                      |
| Kodai Sano                  | Japan                 | Fagiano Okayama          | N.E.C.                  | Ubekend                                                                    |
| Mikki van Sas               | Nederland             | Manchester City          | Feyenoord               | Transfervrij                                                               |
| Sávio                       | Brazilië              | Troyes AC                | Girona                  | Verhuurd, was verhuurd aan PSV                                             |
| Kjell Scherpen              | Nederland             | Brighton & Hove Albion   | Sturm Graz              | Verhuurd, was verhuurd aan Vitesse                                         |
| Lucas Schoofs               | Nederland             | Heracles Almelo          | Lommel SK               | Transfervrij                                                               |
| Jerdy Schouten              | Nederland             | Bologna                  | PSV                     | Circa € 12.000.000, -                                                      |
| Ilias Sebaoui               | Marokko               | Beerschot                | Feyenoord               | Direct verhuurd aan FC Dordrecht                                           |
| Jenson Seelt                | Nederland             | PSV                      | Sunderland              | Circa € 2.000.000, -                                                       |
| Darío Serra                 | Spanje                | Valencia                 | Go Ahead Eagles         | Was al verhuurd                                                            |
| Nico Serrano                | Spanje                | Athletic Bilbao          | PEC Zwolle              | Verhuurd, was verhuurd aan CD Mirandés                                     |
| Mats Seuntjens              | Nederland             | RKC Waalwijk             | FC Utrecht              | Transfervrij                                                               |
| Rocco Robert Shein          | Estland               | FC Utrecht               | FC Dordrecht            | Ubekend                                                                    |
| Kaj Sierhuis                | Nederland             | Stade de Reims           | Fortuna Sittard         | Circa € 500.000, -                                                         |
| Elias Sierra                | België                | Heracles Almelo          | VVV-Venlo               | Ubekend                                                                    |
| Fábio Silva                 | Portugal              | PSV                      | Wolverhampton Wanderers | Was verhuurd                                                               |
| Xavi Simons                 | Nederland             | PSV                      | Paris Saint-Germain     | Circa € 4.000.000, -, direct verhuurd aan RB Leipzig                       |
| Joep van der Sluijs         | Nederland             | N.E.C.                   | Feyenoord               | Transfervrij, was verhuurd aan TOP Oss                                     |
| Jorrit Smeets               | Nederland             | Almere City              | FC Emmen                | Transfervrij                                                               |
| Ian Smeulers                | Nederland             | Sandefjord               | Excelsior               | Ubekend                                                                    |
| Borna Sosa                  | Kroatië               | VfB Stuttgart            | Ajax                    | Circa € 8.000.000, -                                                       |
| Filip Stanković             | Servië                | Internazionale           | Sampdoria               | Verhuurd, was verhuurd aan FC Volendam                                     |
| Maarten Stekelenburg        | Nederland             | Ajax                     | Gestopt                 | Ugestopt                                                                   |
| Calvin Stengs               | Nederland             | OGC Nice                 | Feyenoord               | Circa € 6.000.000, -, was verhuurd aan Antwerp                             |
| Filip Stevanović            | Servië                | Manchester City          | RKC Waalwijk            | Verhuurd, was verhuurd aan Santa Clara                                     |
| Tommy St. Jago              | Nederland             | FC Utrecht               | Willem II               | Transfervrij                                                               |
| Sander van de Streek        | Nederland             | FC Utrecht               | Antalyaspor             | Transfervrij                                                               |
| Josip Šutalo                | Kroatië               | Dinamo Zagreb            | Ajax                    | Circa € 20.500.000, -                                                      |
| Sebastian Szymański         | Polen                 | Dinamo Moskou            | Fenerbahçe              | Circa € 9.750.000, -, was verhuurd aan Feyenoord                           |
| Mohamed Taabouni            | Nederland             | Feyenoord                | Al-Arabi                | Circa € 500.000, -                                                         |
| Dušan Tadić                 | Servië                | Ajax                     | Fenerbahçe              | Transfervrij                                                               |
| Younes Taha                 | Marokko               | PEC Zwolle               | FC Twente               | Circa € 1.200.000, -                                                       |
| Mohammed Tahiri             | Marokko               | Sparta Rotterdam         | Telstar                 | Transfervrij                                                               |
| Benjamin Tahirović          | Bosnië en Herzegovina | AS Roma                  | Ajax                    | Circa € 7.500.000, -                                                       |
| Ilias Takidine              | België                | Anderlecht               | RKC Waalwijk            | Ubekend                                                                    |
| Oussama Tannane             | Marokko               | N.E.C.                   | Umm-Salal               | Ubekend                                                                    |
| Tunahan Taşçı               | Turkije               | Fortuna Sittard          | MVV Maastricht          | Verhuurd                                                                   |
| Alexis Tibidi               | Frankrijk             | Troyes AC                | N.E.C.                  | Verhuurd                                                                   |
| Mathijs Tielemans           | Nederland             | PSV                      | Vitesse                 | Transfervrij                                                               |
| Malik Tillman               | Verenigde Staten      | Bayern München           | PSV                     | Verhuurd, was verhuurd aan Rangers                                         |
| Dylan Timber                | Nederland             | FC Utrecht               | VVV-Venlo               | Transfervrij                                                               |
| Jurriën Timber              | Nederland             | Ajax                     | Arsenal                 | Circa € 40.000.000, -                                                      |
| Alex Timossi Andersson      | Zweden                | sc Heerenveen            | IF Brommapojkarna       | Ubekend                                                                    |
| Nathan Tjoe-A-On            | Nederland             | Excelsior                | Swansea City            | Circa € 350.000, -                                                         |
| Tidjany Touré               | Frankrijk             | Feyenoord                | Gil Vicente             | Verhuurd, was verhuurd aan FC Dordrecht                                    |
| Sondre Tronstad             | Noorwegen             | Vitesse                  | Blackburn Rovers        | Transfervrij                                                               |
| Tein Troost                 | Nederland             | Feyenoord                | NAC Breda               | Transfervrij                                                               |
| Antef Tsoungui              | België                | Brighton & Hove Albion   | Feyenoord               | Transfervrij, was verhuurd aan Lommel SK, direct verhuurd aan FC Dordrecht |
| Jordy Tutuarima             | Nederland             | PEC Zwolle               | FC Noah                 | Transfervrij                                                               |
| Oscar Uddenäs               | Zweden                | BK Häcken                | Excelsior               | Ubekend                                                                    |
| Ayase Ueda                  | Japan                 | Cercle Brugge            | Feyenoord               | Circa € 9.000.000, -                                                       |
| Manfred Ugalde              | Costa Rica            | Lommel SK                | FC Twente               | Circa € 4.000.000, -, was al verhuurd                                      |
| Naci Ünüvar                 | Turkije               | Ajax                     | FC Twente               | Verhuurd                                                                   |
| Zinho Vanheusden            | België                | Internazionale           | Standard Luik           | Verhuurd, was verhuurd aan AZ                                              |
| Alec Van Hoorenbeeck        | België                | KV Mechelen              | FC Twente               | Verhuurd                                                                   |
| Henk Veerman                | Nederland             | FC Volendam              | ADO Den Haag            | Verhuurd                                                                   |
| Odysseus Velanas            | Nederland             | NAC Breda                | PEC Zwolle              | Transfervrij                                                               |
| Tijs Velthuis               | Nederland             | AZ                       | Sparta Rotterdam        | Circa € 150.000, -                                                         |
| Kenneth Vermeer             | Suriname              | FC Cincinnati            | PEC Zwolle              | Transfervrij                                                               |
| Michael Verrips             | Nederland             | Fortuna Sittard          | FC Groningen            | Verhuurd, was al verhuurd                                                  |
| Dion Versluis               | Nederland             | FC Utrecht               | NAC Breda               | Transfervrij                                                               |
| Yorbe Vertessen             | België                | Union Sint-Gillis        | PSV                     | Was verhuurd                                                               |
| Gabriel Vidović             | Kroatië               | Bayern München           | Dinamo Zagreb           | Verhuurd, was verhuurd aan Vitesse                                         |
| Joel Voelkerling Persson    | Zweden                | Lecce                    | Vitesse                 | Verhuurd                                                                   |
| Siemen Voet                 | België                | Slovan Bratislava        | Fortuna Sittard         | Verhuurd                                                                   |
| Max de Waal                 | Nederland             | Ajax                     | Willem II               | Was verhuurd aan ADO Den Haag                                              |
| Patrik Wålemark             | Zweden                | Feyenoord                | sc Heerenveen           | Verhuurd                                                                   |
| Django Warmerdam            | Nederland             | FC Utrecht               | Sparta Rotterdam        | Transfervrij                                                               |
| Donny Warmerdam             | Nederland             | Ajax                     | De Graafschap           | Transfervrij                                                               |
| Charlie Webster             | Engeland              | Chelsea                  | sc Heerenveen           | Verhuurd                                                                   |
| Daouda Weidmann             | Frankrijk             | Torino                   | RKC Waalwijk            | Verhuurd                                                                   |
| Timon Wellenreuther         | Duitsland             | Anderlecht               | Feyenoord               | Circa € 1.000.000, -, was al verhuurd                                      |
| Casper Widell               | Zweden                | Helsingborgs IF          | Excelsior               | Circa € 175.000, -                                                         |
| Jannes Wieckhoff            | Duitsland             | FC St. Pauli             | Heracles Almelo         | Transfervrij                                                               |
| Owen Wijndal                | Nederland             | Ajax                     | Antwerp                 | Verhuurd                                                                   |
| Jetro Willems               | Nederland             | FC Groningen             | Heracles Almelo         | Transfervrij                                                               |
| Maximilian Wittek           | Duitsland             | Vitesse                  | VfL Bochum              | Circa € 750.000, -                                                         |
| David Møller Wolfe          | Noorwegen             | SK Brann                 | AZ                      | Circa € 2.500.000, -                                                       |
| Luuk Wouters                | Nederland             | RKC Waalwijk             | FC Eindhoven            | Verhuurd                                                                   |
| Romaric Yapi                | Frankrijk             | Vitesse                  | SC Bastia               | Ubekend                                                                    |
| Burak Yılmaz                | Turkije               | Fortuna Sittard          | Gestopt                 | Ugestopt                                                                   |
| Amin Younes                 | Duitsland             | Al-Ettifaq               | Geen club               | Was verhuurd aan FC Utrecht                                                |
| Timo Zaal                   | Nederland             | sc Heerenveen            | Feyenoord               | Transfervrij                                                               |
| Arthur Zagre                | Frankrijk             | AS Monaco                | Excelsior               | Transfervrij, was al verhuurd                                              |
| Ramiz Zerrouki              | Algerije              | FC Twente                | Feyenoord               | Circa € 7.200.000, -                                                       |
| Sven Zitman                 | Nederland             | PEC Zwolle               | TOP Oss                 | Ubekend                                                                    |

2007/08 (zomer · winter) · 
2008/09 (zomer · winter) · 
2009/10 (zomer · winter) · 
2010/11 (zomer · winter) · 
2011/12 (zomer · winter) · 
2012/13 (zomer · winter) · 
2013/14 (zomer · winter) · 
2014/15 (zomer · winter) · 
2015/16 (zomer · winter) · 
2016/17 (zomer · winter) ·
2017/18 (zomer · winter) ·
2018/19 (zomer · winter) ·
2019/20 (zomer · winter) ·
2020/21 (zomer · winter) ·
2021/22 (zomer · winter) ·
2022/23 (zomer · winter) ·
2023/24 (zomer · winter) ·
2024/25 (zomer · winter) ·
2025/26 (zomer)